# Berni e il giovane faraone
Berni e il giovane faraone è un film fantastico del 2019 diretto da Marco Chiarini.

## Trama
A Torino, Berenice o semplicemente “Berni” è una ragazza di 14 anni che frequenta la 3ª media e viene spesso bullizzata a scuola per la sua carnagione chiara definita "da mummia", dovuta ai problemi al cuore di cui è affetta, per cui dovrà effettuare un importante quanto delicatissimo intervento.
Entrando, com'è solita fare, nel Museo egizio della città, e quindi nello studio dove la madre, egittologa, stava esaminando la mummia di un giovane faraone, per caso si ferisce a un dito e, nel far cadere una goccia di sangue sulle bende, finisce col risvegliare "Ramsete XIIV lo splendente", che si rivela essere un giovane ragazzo, prossimo al trono d’Egitto, ucciso con una pugnalata al cuore, 3.000 anni prima, da un nemico.
Dietro un’esilarante avventura, con tanto di misteri e inseguimenti, Ramsete detto "Rami" riuscirà entro 5 giorni a ritrovare l’anello della madre, prima che scada il tempo e torni mummia per sempre?.

## Produzione
Il film è stato prodotto da Piero Crispino per 3Zero2 in collaborazione con The Walt Disney Company Italia e Film Commission Torino Piemonte.

### Riprese
Le riprese si sono svolte in parte all’interno del Museo Egizio di Torino, tra location come la Galleria dei Re e il Tempio rupestre di Ellesija, oltre al Collegio San Giuseppe, l'Istituto di Riposo per la Vecchiaia e ville private fra Torino e Moncalieri.

## Promozione
Il trailer ufficiale è stato pubblicato il 10 luglio 2019.

## Distribuzione
Il film è stato proiettato in anteprima il 19 luglio alla 49ª edizione del Giffoni Film Festival, ed è stato poi distribuito da The Walt Disney Company Italia come evento speciale dal 20 al 22 luglio 2019 nelle sale cinematografiche italiane.

## Accoglienza

### Incassi
In Italia il film ha incassato oltre 4 mila euro.